# Coprinellus micaceus
Coprinellus micaceus (можлива назва українською — гнойовик мерехтливий) — вид грибів роду Гнойовик (Coprinellus). Вперше описано в 1786, сучасну біномінальну назву надано у 2001 році.

## Будова
Ламка дзвоникоподібна коричнево-жовта шапинка покрита борознами від центру до краю. Має розмір 2-4 см. Край розтрісканий у зрілих грибів. Поверхня покрита блискучими гранулами, що згодом зникають. Чорні або коричневі пластини ламкі, з часом саморозчиняються в рідину. Спори чорні. Ніжка біла (8 см) покрита блискучими гранулами біля основи.

## Життєвий цикл
Плодові тіла з'являються з травня по грудень.

## Поширення та середовище існування
Росте групами на пеньках та на землі, де є перепалене дерево чи коріння.

## Практичне використання
Це маловідомий їстівний гриб. Складнощі з його споживанням виникають через те, що саморозкладання починається незадовго після збору, тому готувати їх потрібно відразу. Ідеально підходить для омлетів. Страва з гнойовиків мерехтливих набуває від чорного спорового порошку неапетитного чорнильного кольору.

## Галерея

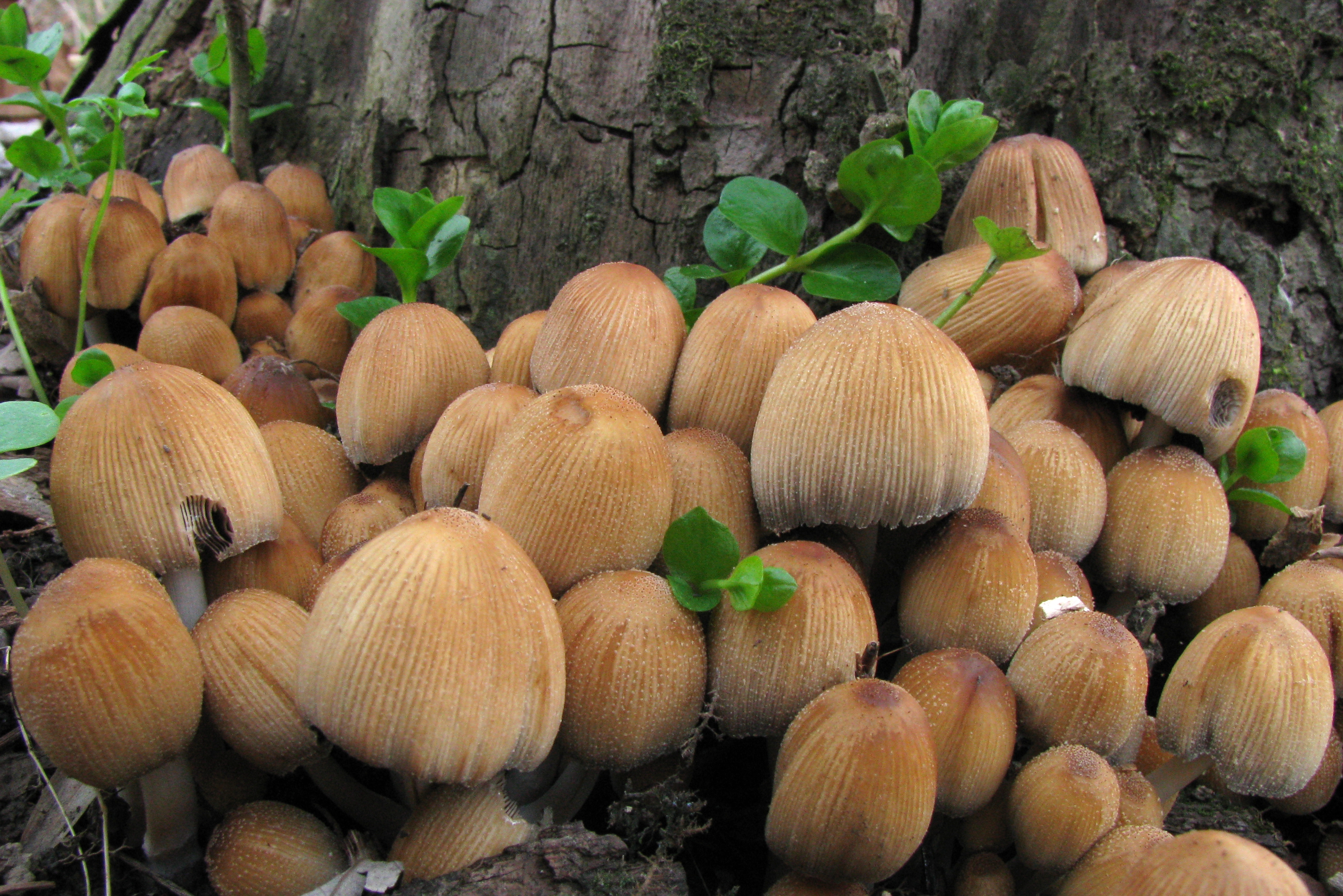
Група грибів
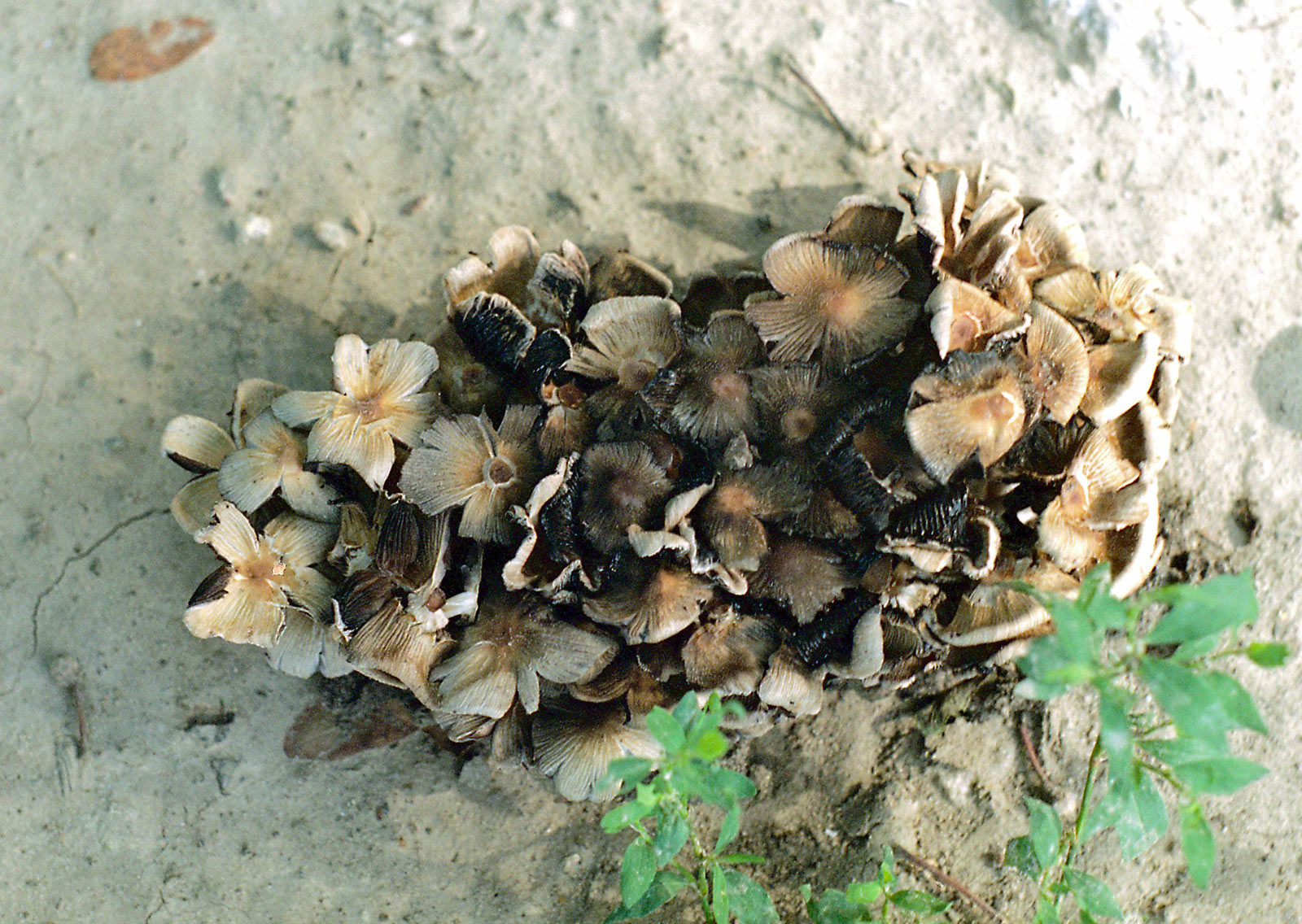
Старі гриби
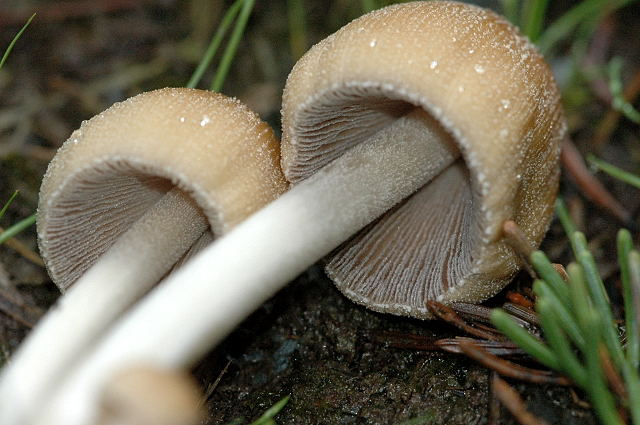
Блискітки на поверхні гриба
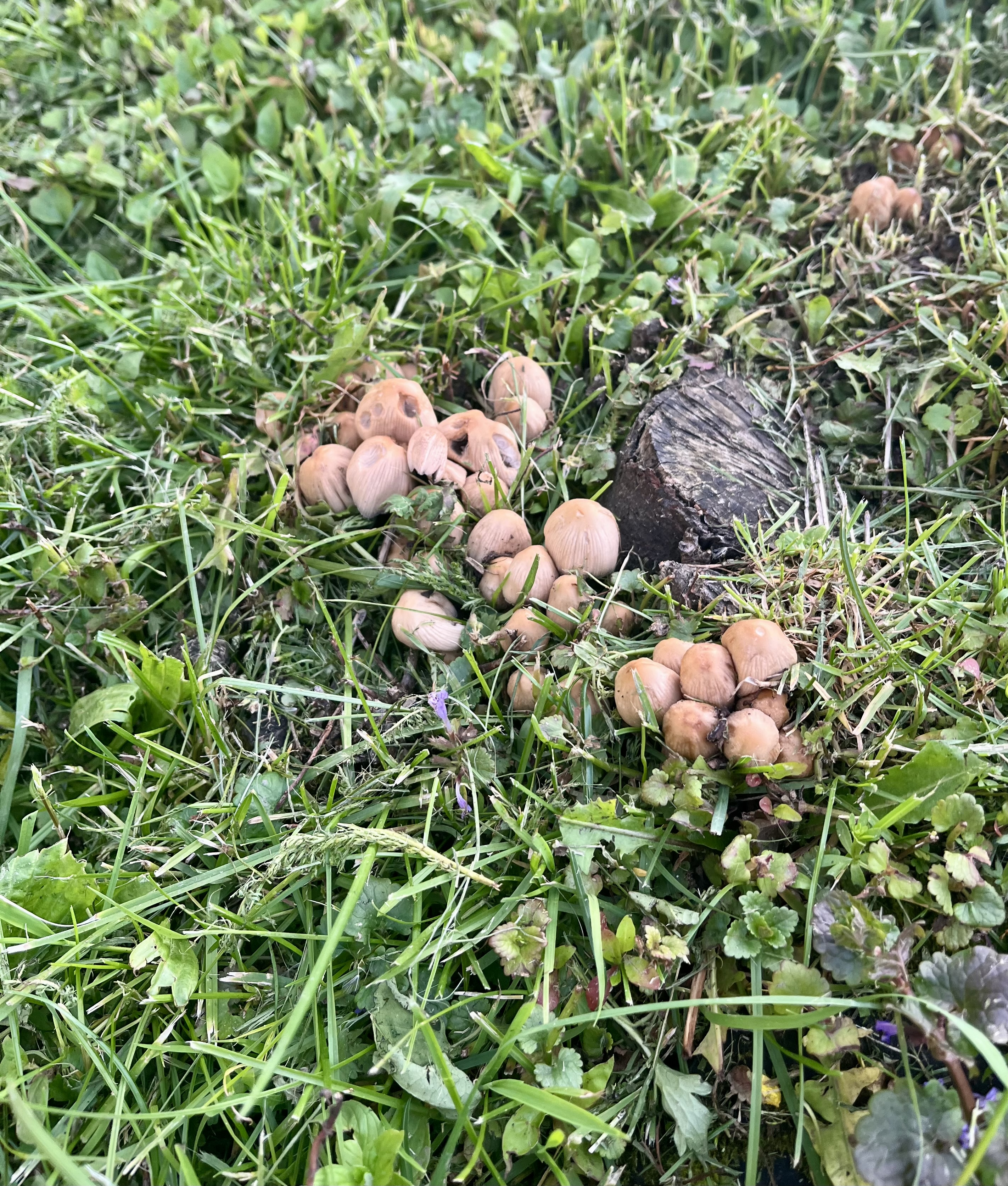
Coprinellus micaceus у Львівській області